# Caleserina
La Caleserina es una suerte de capote que creó el torero mexicano Alfonso Ramírez Alonso (El Calesero).

## Origen
El origen de esta suerte de capote nos lleva a México, donde el diestro Alfonso Ramírez Alonso "El Calesero" ideó una nueva forma de rematar las series de lances con el capote a la espalda, como las gaoneras, saltilleras o tapatías, entre otras. Así que la caleserina, en su esencia, es eso, un remate que comienza citando de frente con el capote por la espalda del torero, embarcando la embestida como si de una gaonera se tratase, pero sacando la mano que torea, a partir del momento del embroque, por encima de la cabeza del torero al tiempo que suelta la otra mano y gira el cuerpo en sentido contrario de la embestida del toro, que pasa por debajo del brazo y del capote, y quedando, al final, el torero frente al toro con el capote en una mano, bien para salir andando o para ligar otro remate a una mano.

## Diferencias con el farol y variaciones
La caleserina se diferencia del farol o de otro lance afarolado en que solo una mano pasa por encima de la cabeza del torero y, como todas las suertes del torero, tienen múltiples variaciones que la han hecho evolucionar, de tal manera que hoy en día no es muy común ver la caleserina como un remate exclusivamente, pues el diestro madrileño El Juli la combinó alternativamente, con el medio farol para formar el quite de la juliana, con la variante de que, cuando ejecuta la caleserina, mantiene el capote asido con ambas manos, algo que se ha hecho muy popular en el toreo contemporáneo. Algunos todavía la usan como remate, aunque añaden la dificultad de ejecutarla de rodillas para aumentar la sensación de riesgo.

Quizá la más osada variación ha sido la aportada por el novillero madrileño Daniel Manés, que la realizó de rodillas y a porta gayola en la plaza de toros Madrid, esta vez citando de frente y sin soltar el capote.